# Alfonso de Rojas y Pascual de Bonanza
Alfonso de Rojas y Pasqual de Bonanza (Alicante, 18 de agosto de 1871 - Alicante, 3 de agosto de 1942) fue un terrateniente, abogado y político español. Hijo de Don José Joaquín María de Rojas y Canicia de Franchi. Arquitecto, Señor de Beniasmet de la Arcada, Señor de Formentera del Segura, Caballero de la Real Maestranza de Caballería de Valencia y miembro de la Real Academia de Bellas Artes de San Fernando, y de Mariana Pasqual de Bonanza y Soler de Cornellá, nacida en Alicante el 21 de septiembre de 1829, Dama De la Real Maestranza de Valencia, hija de Don Miguel Mariano Pasqual de Bonanza y Roca de Togores, alcalde de Alicante y Diputado Provincial, y de Doña María Rafaela Soler de Cornellá y Saavedra de los condes de Berbedel. Hermano menor de Don Juan de Rojas y Pasqual de Bonanza, notable abogado y político, miembro de la ejecutiva alicantina del Partido Liberal Conservador entre 1894 y 1897 y miembro de la Diputación Provincial de Alicante en 1890 por el distrito de Orihuela-Dolores. Primo hermano de D. José de Rojas y Galiano, VIII marqués del Bosch de Arés, V conde de Torrellano. Se casó con Dª Mercedes Sellés de Arozarena. Fue uno de los más importantes propietarios de tierras de la huerta de Alicante, pero se arruinó gastando gran parte de su fortuna en su carrera política.
Militó inicialmente en el Partido Conservador como toda su familia, con el que fue alcalde de Alicante de 1903 a 1905. Pero influido por José Canalejas, en 1909 se pasó al Partido Liberal, siendo nombrado en 1911 jefe de la formación en la provincia de Alicante. 
Desde 1912 ejerció como gobernador civil de Orense, León y Cáceres. A la muerte de Canalejas se unió a la facción del conde de Romanones, y desarrolló una importante red clientelar en toda la provincia que le permitió ser elegido diputado al Congreso por el distrito electoral de Alicante en las elecciones generales de 1916, 1918, 1919, 1920 y 1923.
En 1920 fue nombrado director general de Prisiones, y durante este tiempo promovió la construcción de la cárcel de Alicante. Durante la dictadura de Primo de Rivera se retiró a su finca en Algorfa. En 1930 intentó reconstruir el Partido Liberal en Alicante y la Alianza Monárquica de Alicante en 1931. 
En 1934 ingresó en el Partido Republicano Radical, pero fue expulsado en enero de 1936 por aceptar el nombramiento de presidente de la Diputación Provincial de Alicante. Se retiró a vivir a Algorfa donde le quedaban aún propiedades.